# Cixius brocha
Cixius brocha är en insektsart som beskrevs av Tsaur 1991. Cixius brocha ingår i släktet Cixius och familjen kilstritar. Inga underarter finns listade i Catalogue of Life.